# Grootkanselier van het Legioen van Eer
De Grootkanselier van het Legioen van Eer is een functionaris die de Franse president, vroeger ook de Franse koningen en de twee keizers, bijstaat bij de administratie van het Legioen van Eer, de hoogste Franse ridderorde.
Hij is verantwoordelijk voor het "zuiver houden" van de Franse decoraties en houdt met zijn kanselarij ook toezicht op andere bijzondere eretekens zoals de Médaille militaire.
Wie in Frankrijk een ridderorde wil dragen of organiseren heeft al snel met deze kanselier te maken. Hij ziet toe op het wettelijk verbod op het dragen van buitenlandse of zelfgefabriceerde rode knoopsgatsversieringen en draagt bestuurders van pseudo-orden op om zichzelf geen ridderorde te noemen.
De Grootkanselier wordt door de President van de Franse Republiek gekozen uit de 74 grootkruisen van het Legioen van Eer. Het is vrijwel steeds een militair van grote faam, vaak een Generaal met vijf sterren of een Maarschalk van Frankrijk. Ooit waren de benoemingen voor het leven maar sinds 1969 en de benoeming van Generaal Lacépède wordt de Grootkanselier benoemd voor zes jaar. De verantwoordelijkheden van het ambt zijn zeer uitgebreid: het is verantwoordelijk voor alle kwesties in verband met decoraties in Frankrijk. Dit is met name van belang bij de verlening van vergunningen aan Fransen om ook buitenlandse onderscheidingen te dragen. De Grootkanselier is ook kanselier van de Nationale Orde van Verdienste.
De Grootkanselier van het Legioen van Eer wordt bijgestaan door een Raad samengesteld uit verschillende leden van het Legioen van Eer, burgers en militairen van de rang van Commandeur en hoger.
De kanselarij is gelegen in 7e arrondissement van Parijs. Het voormalige Hotel de Salm is nu het Paleis van het Legioen van Eer. Het paleis herbergt ook het Museum van het Legioen van Eer.

## Orden en onderscheidingen onder het gezag van de Kanselier
- De Orde van het Legioen van Eer
- De Nationale Orde van Verdienste
- De Orde van de Gewapende Arm van Bordeaux
- De Militaire Medaille